# Église Saint-Julien de Saint-Julien-sur-Veyle
Pour les articles homonymes, voir Église Saint-Julien.
L'église Saint-Julien est une église située en France sur la commune de Saint-Julien-sur-Veyle, dans le département de l'Ain en région Auvergne-Rhône-Alpes.
Elle fait l’objet d'un classement au titre des monuments historiques depuis le 8 juin 1945.

## Historique
L'édifice est construit au XIIe siècle, l'église fait alors partie de la collation de l’archevêque de Lyon.
En 1701, une partie du mur côté ouest de la nef s’écroule. Ainsi des réparations ont été faites comme la réfection de la toiture en tuile creuse et du sol en carreaux, le lambrissement de la nef et du banc de brique qui faisait le tour de la nef. En 1712, le beffroi et le dôme en pavillon du clocher sont remis en état.
Des transformations importantes ont lieu au XIXe siècle avec la démolition du clocher, ce qui fut le cas pour un nombre important d'églises de la région à l'époque. Il fut reconstruit en 1838 sur les plans de l’architecte Desplace de Bourg par François Marvier et en 1880, le toit du dôme fut recouvert en ardoise par Anselme Rochet, architecte à Bourg et François Barbet, entrepreneur.
L'édifice est classé au titre des monuments historiques le 8 juin 1945, le portail et le chœur sont les éléments protégés.

## Description
L'église est de style roman et date du XIIe siècle. 

### Façade
La façade principale compte deux éléments architecturaux remarquables. 
En premier lieu, on observe un portail dont le linteau est orné de cinq médaillons représentant les quatre évangélistes entourant au centre l'agneau pascal. De gauche à droite, on trouve le lion représentant saint Marc, l'homme représentant saint Matthieu, l'aigle représentant saint Jean, et le bœuf représente saint Luc.
Autour de ce portail se trouvent deux pilastres ouvragés qui soutiennent l'arc brisé du cœur et dont le chapiteau gauche représenterait le prophète Daniel dans la fosse aux lions. En haut de cette façade est posée une statue de la Vierge Marie qui aurait été ajoutée plus tard.

### Intérieur de l'édifice

#### Chœur roman

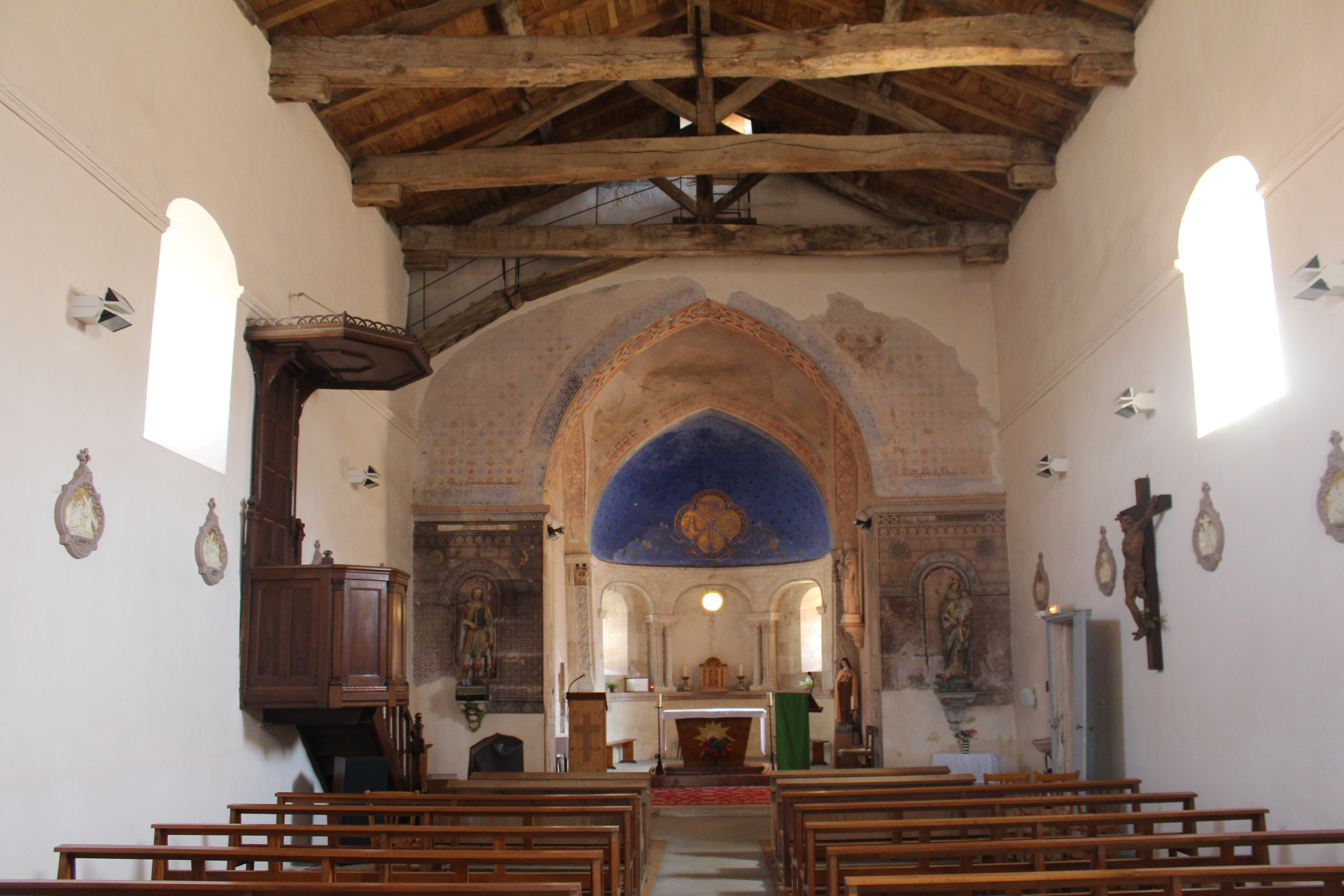
Intérieur de l'église.

Différents éléments composent ce chœur dont la travée qui est élargie sur les côtés par des arcs brisés et couverte par une coupole sur trompes.
Deux pilastres se distinguent, celui de gauche porte un entrelacs sophistiqué tandis que celui de droite comporte cinq cannelures droites sur une face et cinq brisées sur l'autre face. Ces deux éléments sont coiffés par des chapiteaux polychromes. Celui de gauche représenterait sans doute le prophète Daniel dans la fosse aux lions mais on ne sait pas ce que représente celui de droite.
Au centre, l'abside est décorée d'une arcature surbaissée composée de trois arcs. Au-dessus de ces arcs se situe une galonnière de pierre où repose en cul de four un ciel bleu étoilé du XIXe siècle avec au centre un médaillon.

#### Charpente
La charpente de la nef en bois comporte des corbeaux en bois qui soutiennent les poutres maîtresses.